# Olympische Jugend-Sommerspiele 2014/Teilnehmer (Irland)
| Gelbes Symbol für Goldmedaillen mit stilisierten Olympischen Ringen | Graues Symbol für Silbermedaillen mit stilisierten Olympischen Ringen | Braundes Symbol für Bronzemedaillen mit stilisierten Olympischen Ringen |
| ------------------------------------------------------------------- | --------------------------------------------------------------------- | ----------------------------------------------------------------------- |
| —                                                                   | 2                                                                     | 1                                                                       |

Die Jugend-Olympiamannschaft aus Irland für die II. Olympischen Jugend-Sommerspiele vom 16. bis 28. August 2014 in Nanjing (Volksrepublik China) bestand aus sechzehn Athleten.

## Athleten nach Sportarten

### Boxen
| Mädchen - Ciara Ginty Klasse bis 60 kg: Silber - Christine Desmond Klasse bis 75 kg: 4. Platz | Jungen - Michael Gallagher Klasse bis 91 kg: Bronze |

### Golf
| Mädchen - Olivia Mehaffey Einzel: 20. Platz Mixed: 27. Platz | Jungen - Kevin le Blanc Einzel: 16. Platz Mixed: 27. Platz |

### Kanu
Jungen
- Robert Hendrick
Canadier-Einer Slalom: Silber 
Canadier-Einer Sprint: 12. Platz im Achtelfinale

### Leichtathletik
| Mädchen - Roseanna McGuckian 200 m: 5. Platz - Louise Shanahan 800 m: 6. Platz - Michaela Walsh Kugelstoßen: 6. Platz | Jungen - Eoin Sheridan Diskuswurf: 5. Platz - Adam King Hammerwurf: 8. Platz |

### Reiten
- Michael Duffy
Springen Einzel: 5. Platz
Springen Mannschaft: Gold  (im Team Europa)

### Rudern
Mädchen
- Eimear Lambe
Einer: 11. Platz

### Schwimmen
| Mädchen - Laoise Fleming 200 m Freistil: 32. Platz (Vorlauf) 50 m Rücken: 37. Platz (Vorlauf) 100 m Rücken: 30. Platz (Vorlauf) 200 m Rücken: 24. Platz (Vorlauf) - Dearbhail McNamara 50 m Brust: 27. Platz (Vorlauf) 100 m Brust: 23. Platz (Vorlauf) 200 m Brust: 10. Platz (Vorlauf) | Jungen - Calum Bain 50 m Freistil: 17. Platz (Vorlauf) 100 m Freistil: 29. Platz (Vorlauf) 50 m Schmetterling: 27. Platz (Vorlauf) |